# カナダ国外派遣軍
カナダ国外派遣軍（カナダこくがいはけんぐん Canadian Expeditionary Force Command,CEFCOM）は、かつて編制にあったカナダ軍の組織。2006年に設立された。カナダ国外への派遣用部隊であり、カナダ特殊作戦軍を除くカナダ統合軍各軍の統合部隊となっている。陸海空三軍の部隊により構成され、軍事活動および人道支援活動を実施する。国際連合平和維持活動への人員派遣のほか、2008年時点ではアフガニスタンにも部隊を派遣している。
2012年10月にカナダ国内軍(Canada COM)及びカナダ作戦支援軍(CANOSCOM)との統合により、カナダ統合作戦軍(Canadian Joint Operations Command,CJOC)へと改編されている。